# Hierarquia polinomial
No ramo da Complexidade computacional a hierarquia polinomial é a hierarquia das Classes de complexidade que generaliza as classes P, NP e Co-NP para Máquinas oráculo. É uma contrapartida limitada de recursos para a Hierarquia aritmética e Hierarquia analítica da Lógica matemática.

## Definições
Existem várias definições equivalentes para as classes de hierarquia polinomial.
	1. Para a definição do oráculo da hierarquia polinomial, defina:
	:{\displaystyle \Delta _{0}^{\rm {P}}:=\Sigma _{0}^{\rm {P}}:=\Pi _{0}^{\rm {P}}:={\mbox{P}},}
	onde P é o conjunto de problemas de decisão que podem ser resolvidos em tempo polinomial. Então, para i ≥ 0 defina:
	:{\displaystyle \Delta _{i+1}^{\rm {P}}:={\mbox{P}}^{\Sigma _{i}^{\rm {P}}}}
	:{\displaystyle \Sigma _{i+1}^{\rm {P}}:={\mbox{NP}}^{\Sigma _{i}^{\rm {P}}}}
	:{\displaystyle \Pi _{i+1}^{\rm {P}}:={\mbox{coNP}}^{\Sigma _{i}^{\rm {P}}}}
	tal que AB é o conjunto de problemas de decisão solucionável por uma maquina de Turing na classe A aumentada por um oráculo para um problema completo na classe B. Por exemplo, </math>, and {\displaystyle \Delta _{2}^{\rm {P}}={\rm {P^{NP}}}} é a classe de problemas solucionáveis em tempo polinomial por um oráculo para um dado problema NP-Completo.
	2. Para a definição existencial/universal da definição de hierarquia polinomial, assuma que {\displaystyle L} seja uma linguagem ( i.e. um problema de decisão, como o sub-conjunto de {0,1}* ), seja {\displaystyle P} um polinômio e defina:
	: {\displaystyle \exists ^{p}L:=\left\{x\in \{0,1\}^{*}\ \left|\ \left(\exists w\in \{0,1\}^{\leq p(|x|)}\right)\langle x,w\rangle \in L\right.\right\},}
	Tal que {\displaystyle \langle x,w\rangle \in \{0,1\}^{*}} é algum padrão de codificação para o par de strings binárias x e y como uma única string binária. L representa o conjunto de pares ordenados de strings, onde a primeira string x é um membro de {\displaystyle \exists ^{p}L} e a segunda string w sendo "short" ( {\displaystyle |w|\leq p(|x|)} ) que diz que x é membro de {\displaystyle \exists ^{p}L}. Em outras palavras, {\displaystyle x\in \exists ^{p}L} se e somente se existe uma testemunha w "short" tal que {\displaystyle \langle x,w\rangle inL}. Da mesma forma, define:
	: {\displaystyle \forall ^{p}L:=\left\{x\in \{0,1\}^{*}\ \left|\ \left(\forall w\in \{0,1\}^{\leq p(|x|)}\right)\langle x,w\rangle \in L\right.\right\}}
	Note que osteoremas de De Morgan permanecem válidos. {\displaystyle \left(\exists ^{p}L\right)^{\rm {c}}=\forall ^{p}L^{\rm {c}}} e {\displaystyle \left(\forall ^{p}L\right)^{\rm {c}}=\exists ^{p}L^{\rm {c}}}, onde Lc é o complemento de L.
	Considere {\displaystyle {\mathcal {C}}} como a classe das linguagens. Extenda esses operadores para trabalhar em classes inteiras de linguagens pela definição:
	:{\displaystyle \exists ^{\rm {P}}{\mathcal {C}}:=\left\{\exists ^{p}L\ |\ p{\mbox{ é polinomial e }}L\in {\mathcal {C}}\right\}}
	:{\displaystyle \forall ^{\rm {P}}{\mathcal {C}}:=\left\{\forall ^{p}L\ |\ p{\mbox{ é polinomial e }}L\in {\mathcal {C}}\right\}}
	Novamente, os teoremas de De Morgan permanece válidos.  {\displaystyle {\rm {co}}\exists ^{\rm {P}}{\mathcal {C}}=\forall ^{\rm {P}}{\rm {co}}{\mathcal {C}}}  e  {\displaystyle {\rm {co}}\forall ^{\rm {P}}{\mathcal {C}}=\exists ^{\rm {P}}{\rm {co}}{\mathcal {C}}}, onde {\displaystyle {\rm {co}}{\mathcal {C}}=\left\{L^{c}|L\in {\mathcal {C}}\right\}}.
	As classes NP e Co-NP podem ser definidas como {\displaystyle {\rm {NP}}=\exists ^{\rm {P}}{\rm {P}}} e 
	{\displaystyle {\rm {coNP}}=\forall ^{\rm {P}}{\rm {P}}}, onde P é a classe de todas as linguagens decidíveis viáveis ( Tempo polinomial ). A hierarquia polinomial pode ser definida recursivamente como:
	:{\displaystyle \Sigma _{0}^{\rm {P}}:=\Pi _{0}^{\rm {P}}:={\rm {P}}}
	:{\displaystyle \Sigma _{k+1}^{\rm {P}}:=\exists ^{\rm {P}}\Pi _{k}^{\rm {P}}}
	:{\displaystyle \Pi _{k+1}^{\rm {P}}:=\forall ^{\rm {P}}\Sigma _{k}^{\rm {P}}}
	Note que  {\displaystyle {\rm {NP}}=\Sigma _{1}^{\rm {P}}} e {\displaystyle {\rm {coNP}}=\Pi _{1}^{\rm {P}}}.
	Essa definição reflete a conexão forte entre hierarquia polinomial e a Hierarquia aritmética, onde R e RE são análogas a P e NP, respectivamente. A Hierarquia analítica também é definida de forma parecida para dar hierarquia para sub-conjuntos dos números reais.
	3. Uma definição equivalente em termos de uma Máquina de Turing alternada define {\displaystyle \Sigma _{k}^{\rm {P}}} ( respectivamente, {\displaystyle \Pi _{k}^{\rm {P}}} ) como o conjunto de problemas de decisão solvíveis em tempo polinomial em uma máquina de Turing alternada com {\displaystyle K} alternações, iniciando em um estado inicial.

## Relações entre as classes na hierarquia polinomial

Representação pictorial da hierarquia polinomial. As setas denotam inclusão.

As definições implicam nas relações:
{\displaystyle \Sigma _{i}^{\rm {P}}\subseteq \Delta _{i+1}^{\rm {P}}\subseteq \Sigma _{i+1}^{\rm {P}}}
{\displaystyle \Pi _{i}^{\rm {P}}\subseteq \Delta _{i+1}^{\rm {P}}\subseteq \Pi _{i+1}^{\rm {P}}}
{\displaystyle \Sigma _{i}^{\rm {P}}={\rm {co}}\Pi _{i}^{\rm {P}}}
Diferentemente das hierarquias aritimétrica e analitica, as quais tem inclusões certas, é uma questão aberta se qualquer uma dessas inclusões é certa, embora acredita-se que elas sejam todas verdade. Se qualquer {\displaystyle \Sigma _{k}^{\rm {P}}=\Sigma _{k+1}^{\rm {P}}} ou {\displaystyle \Sigma _{k}^{\rm {P}}=\Pi _{k}^{\rm {P}}}, então a hierarquia desmorona para o nível k: Para todo {\displaystyle i>k}, {\displaystyle \Sigma _{i}^{\rm {P}}=\Sigma _{k}^{\rm {P}}}. Em particular, se P = NP a hierarquia desmorona completamente.
A união de todas as classes na hierarquia polinomial tem como complexidade a classe PH.

## Propriedades
A hierarquia polinomial é análoga ( em uma complexidade bem menor )a Hierarquia exponencial e Hierarquia aritmética.
Sabemos que PH está contido em PSPACE, mas não se sabe se as duas classes são iguais. Uma reformulação útil desse problema é que PH = PSPACE se e somente se estruturas de lógica de segunda ordem não ganham nenhuma força da adição da operação Fechamento sobre transitividade.
Se a hierarquia polinomial possuir algum problema completo, então ela possui um número finito de niveis. Já que temos PSPACE-completude problemas, sabemos que se PSPACE = PH, então a hierarquia polinomial irá desmoronar, uma vez que se um problema completo de PSPACE seria {\displaystyle \Sigma _{k}^{\rm {P}}}-completo para algum k.
Cada classe na hierarquia polinomial contem problemas {\displaystyle \leq _{\rm {m}}^{\rm {P}}}-completo ( Problemas completo sobre um tempo polinomial de redução muitos para um ). Além do mais, cada classe na hierarquia polinomial é fechada sob {\displaystyle \leq _{\rm {m}}^{\rm {P}}}-reduções: Signifcando que para a classe {\displaystyle {\mathcal {C}}} na hierarquia e uma linguagem {\displaystyle L\in {\mathcal {C}}}, se {\displaystyle A\leq _{\rm {m}}^{\rm {P}}L} então {\displaystyle A\in {\mathcal {C}}} também. Juntos, esses dois fatos implicam em que se {\displaystyle K_{i}} é um problema completo para {\displaystyle \Sigma _{i}^{\rm {P}}}, então {\displaystyle \Sigma _{i+1}^{\rm {P}}=\left(\Sigma _{i}^{\rm {P}}\right)^{K_{i}}} e {\displaystyle \Pi _{i+1}^{\rm {P}}=\left(\Pi _{i}^{\rm {P}}\right)^{K_{i}^{\rm {c}}}}. Em outras palavras, se uma linguagem é definida em algum oráculo em {\displaystyle {\mathcal {C}}}, então podemos assumir que é definido baseado em um problema completo para {\displaystyle {\mathcal {C}}}. Problemas completos então atuam como "representantes" das classes para as quais eles são completos.
O Teorema de Sipser–Lautemann afirma que a classe BPP está contida em um segundo nível da hierarquia polinomial.
O Teorema de Karp–Lipton afirma que para qualquer k, {\displaystyle \Sigma _{2}} não está contido em SIZE(nk).
O Teorema de Toda afirma que a hierarquia polinomial está contida em P#P.

## Problemas na hierarquia polinomial
Um exemplo de um problema natural em {\displaystyle \Sigma _{2}^{\rm {P}}} é a minimização de circuitos. Dado um número k e um circuito A computando uma Função booleana f, determina se existe um circuito com pelo menos K chaves que computa a mesma função f. Seja {\displaystyle {\mathcal {C}}} o conjunto de todos os circuitos booleanos, a linguagem:
{\displaystyle L=\left\{\langle A,k,B,x\rangle \in {\mathcal {C}}\times \mathbb {N} \times {\mathcal {C}}\times \{0,1\}^{*}\left|B{\mbox{ tem no máximo }}k{\mbox{ chaves, e }}A(x)=B(x)\right.\right\}}
É dicidivel em tempo polinomial. A linguagem:
{\displaystyle {\mathit {CM}}=\left\{\langle A,k\rangle \in {\mathcal {C}}\times \mathbb {N} \left|{\begin{matrix}{\mbox{existe um circuito }}B{\mbox{ com no máximo }}k{\mbox{ chaves }}\\{\mbox{ tal que }}A{\mbox{ e }}B{\mbox{ computam a mesma função }}\end{matrix}}\right.\right\}}
É a linguagem de minimização de circuitos. {\displaystyle {\mathit {CM}}\in \Sigma _{2}^{P}(=\exists ^{\rm {P}}\forall ^{\rm {P}}{\rm {P}})} pois {\displaystyle {\mathcal {L}}} é decidivel em tempo polinomial e porque, dados {\displaystyle \langle A,k\rangle }, {\displaystyle \langle A,k\rangle \in {\mathit {CM}}} se e somente se existe um circuito {\displaystyle {\mathcal {B}}} tal que para todas as entradas {\displaystyle x}, {\displaystyle \langle A,k,B,x\rangle \in L}.
Um problema completo para {\displaystyle \Sigma _{k}^{\rm {P}}} é a satisfatibilidade para formulas booleanas com k alterações de quantificadores ( Abreviando, QBFk ou QSATk ). Essa é a versão do Problema de satisfatibilidade booliana para {\displaystyle \Sigma _{k}^{\rm {P}}}. Nesse problema, nos recebemos uma formula booleana f com variaveis particionadas em k conjuntos, X1, ..., Xk. Temos que determinar a veracidade de:
{\displaystyle \exists X_{1}\forall X_{2}\exists X_{3}\ldots f}
Isso é, existe uma valoração para as variáveis em X1 tal que, para todas as valorações em X2, existe uma valoração de valores para as variaveis em X3, ... f é verdade? A variação do problema acima é completa para {\displaystyle \Sigma _{k}^{\rm {P}}}. A variante na qual o primeiro quantificador é para todos, o segundo Existe', etc., é completa para {\displaystyle \Pi _{k}^{\rm {P}}}.